# Melitaea equivalens
Melitaea equivalens är en fjärilsart som beskrevs av De Sagarra 1924. Melitaea equivalens ingår i släktet Melitaea och familjen praktfjärilar. Inga underarter finns listade i Catalogue of Life.